# Église Sainte-Élisabeth de Tournai
L'église Sainte-Élisabeth est l'ancienne église du Grand béguinage de Tournai.

## Histoire
La présence d'une église dans le béguinage est probable dès l'établissement du béguinage en 1241 mais elle n'est attestée qu'en décembre 1281, de même, elle est probablement dédiée à Saint-Élisabeth dès son origine mais cela n'est attesté qu'en 1327.
Au tout début du XVIIIe siècle l'église comporte une nef à quatre travées, un transept d'une travée et un chœur de trois travées d'une hauteur légèrement inférieure à la nef. La croisée du transept est par ailleurs surmontée d'un clocheton. La rue de l'Écorcherie se termine alors devant la façade sud du transept de l'église.
À la suppression du béguinage en 1798, l'église est vendue à un orfèvre pour 300 francs puis elle est démolie en 1799.